# Sobo Village
Sobo Village es una villa de Trinidad y Tobago, que forma parte de la región de Siparia.

## Geografía
La villa abarca parte de la isla Trinidad y limita al norte con La Brea y Chinese Village, al sur y oeste con Vessigny y al este con Rousillac.

## Demografía
Datos demográficos de la villa de Sobo Village:
| Gráfica de evolución demográfica de Sobo Village entre 2000 y 2011 |
|                                                                    |